# Torn Erik Andersson

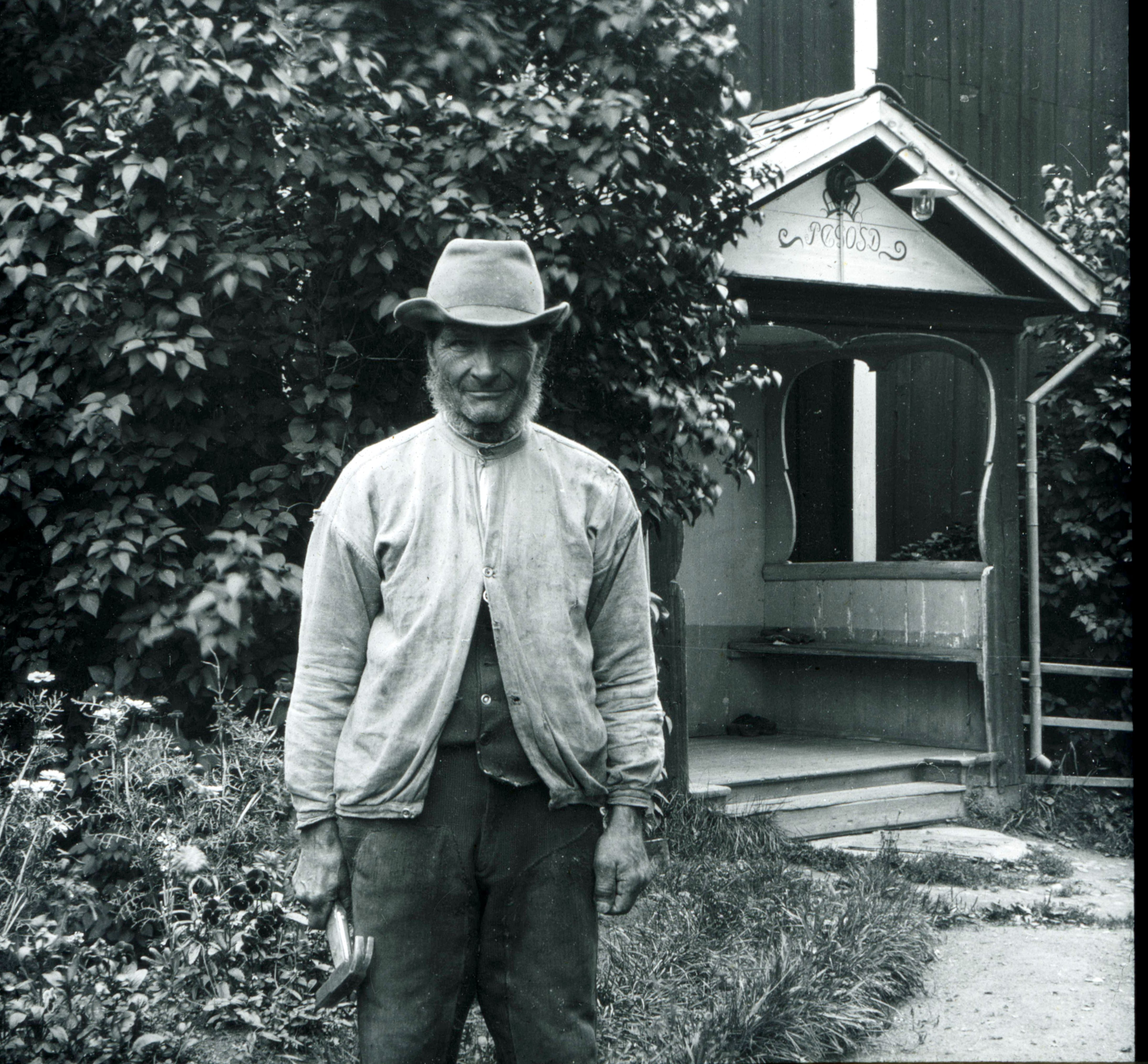
Torn Erik Andersson Sommaren 1918 utanför Måjens förstukvist i Tunsta.

Torn Erik Andersson, född 24 april 1843 i Åls socken, död 10 februari 1931 i Åls socken, var en svensk spelman, klockare och skomakare.

## Biografi
Torn Erik föddes i Bäckebo efter Knippels Anders Andersson och Karin Ersdotter. Torn Erik är känd för eftervärlden som en spelman och som trakterat flera kända folkmelodier, bland annat Kringellek, Back Olles marsch och Stilla Sköna Aftontimma, även kallad Torn Eriks visa. Flera av Torn Eriks visor har tonsatts och arrangerats av musikern Oskar Lindberg och av musikern Nils Lindberg. 
Torn Erik är begravd på Åls kyrkas kyrkogård där en minnessten restes 2018 över hans minne. Den exakta gravplatsen är inte känd.